# 216 Kleopatra
216 Kleopatra, a volte in italiano 216 Cleopatra, è un asteroide della fascia principale del diametro medio di circa 124 km. Scoperto nel 1880, presenta un'orbita caratterizzata da un semiasse maggiore pari a 2,7937727 au e da un'eccentricità di 0,2509091, inclinata di 13,11299° rispetto all'eclittica.
L'asteroide è dedicato a Cleopatra VII, l'ultima regina dell'antico Egitto.
Nel 2008 sono stati individuati due satelliti, poi denominati 216 I Alexhelios e 216 II Cleoselene, dedicati rispettivamente a Alessandro Elio e Cleopatra Selene, figli di Cleopatra e Marco Antonio. Il primo, di circa 9 km di diametro, orbita a 678 (±13) km in 2,32 (±0,02) giorni, il secondo, di circa 7 km di diametro, orbita a 454 (±6) km in 1,24 (±0,02) giorni.